# Pseuderemias erythrosticta
Pseuderemias erythrosticta là một loài thằn lằn trong họ Lacertidae. Loài này được Boulenger mô tả khoa học đầu tiên năm 1891.